# Сосудистая опухоль
Сосудистые опухоли — опухоли, которые образуются из клеток, формирующих кровеносные или лимфатические сосуды. Примерно в 30 % случаев они видны при рождении, большинство остальных образуются позже в детстве. Многие опухоли растут и затем спонтанно исчезают. Среди симптомов могут быть кровотечение или боль. Осложнения некоторых типов включают проблемы со свёртываемостью крови.
Наиболее распространённым типом является инфантильная гемангиома. Другие типы — врождённая гемангиома, пучковая ангиома, пиогенная гранулёма, ангиофиброма, лимфангиома, гемангиоэндотелиома, саркома Капоши и ангиосаркома. Они могут быть доброкачественными или раковыми. Диагноз ставится на основании осмотра, медицинской визуализации и иногда биопсии.
Лечение зависит от конкретного типа опухоли. Методы могут варьироваться от наблюдения до бета-блокаторов, стероидов, фотокоагуляции, эмболизации, хирургического вмешательства, лучевой терапии или химиотерапии. Для облегчения боли могут быть использованы НПВП.
Инфантильные гемангиомы встречаются примерно у 5 % младенцев. Другие сосудистые опухоли встречаются редко. Лимфангиомы составляют около 4 % сосудистых опухолей. Сосудистые опухоли исторически описывались как «родимые пятна». В середине 1800-х годов Рудольф Вирхов создал первую систему классификации, современная система была первоначально предложена в 1982 году.